# Station Nowiny Wielkie
Station Nowiny Wielkie is een spoorwegstation in de Poolse plaats Nowiny Wielkie.